# Hermann von Dörnberg
Hermann Wilhelm Karl Georg Freiherr von Dörnberg (* 2. November 1828 in Arnsberg; † 3. April 1893 in Kassel) war ein preußischer Generalleutnant.

## Leben

### Herkunft
Hermann war ein Sohn des Oberforstmeisters Karl von Dörnberg (1796–1873) und dessen Ehefrau Emma, geborene von Rohr (1802–1877). Sein Bruder Ferdinand (1833–1902) stieg ebenfalls zum Generalleutnant auf. Albert (1824–1915) war Abgeordneter, Julius (1837–1922) Landrat in Kassel und Heinrich (1831–1905) Historienmaler.

### Militärkarriere
Dörnberg besuchte die Höhere Bürgerschule in Siegen, das Gymnasium in Potsdam und das Kadettenhaus in Berlin. Anschließend wurde er am 27. Mai 1845 als Sekondeleutnant im 29. Infanterie-Regiment der Preußischen Armee angestellt. Ab Januar 1847 war er zunächst zur 8. Pionier-Abteilung, später zur Garde-Pionier-Abteilung kommandiert. Von Oktober 1852 bis Ende Juli 1855 absolvierte Dörnberg zur weiteren Ausbildung die Allgemeine Kriegsschule. Er stieg dann zum Regimentsadjutanten auf, wurde im März 1859 Premierleutnant und Anfang Juni 1860 zum Topographischen Büro kommandiert. Mit seiner Beförderung zum Hauptmann folgte am 23. Februar 1861 seine Versetzung in den Großen Generalstab. Daran schlossen sich Generalstabsverwendungen beim VII. Armee-Korps sowie der 13. Division in Münster an. In dieser Stellung nahm Dörnberg 1864 während des Krieges gegen Dänemark am Gefecht bei Rackebüll sowie dem Sturm auf die Düppeler Schanzen teil und wurde für sein Verhalten mit dem Roten Adlerorden IV. Klasse mit Schwertern gewürdigt.
Am 9. Juni 1864 trat Dörnberg wieder in den Truppendienst und wurde Kompaniechef im 8. Brandenburgischen Infanterie-Regiment Nr. 64. Im Jahr darauf kam er mit der Beförderung zum Major in den Generalstab der kombinierten Infanteriedivision in Schleswig unter Generalleutnant von Canstein. Am 4. Januar 1866 wurde Dörnberg wieder in den Großen Generalstab und von dort einen Monat später nach Trier in den Generalstab der 16. Division versetzt. Während des Krieges gegen Österreich konnte er sich 1866 bei Münchengrätz und Königgrätz besonders bewähren und erhielt den Kronenorden III. Klasse mit Schwertern. Nach dem Friedensschluss fungierte Dörnberg kurzzeitig als Bataillonskommandeur im Schlesischen Füsilier-Regiment Nr. 38, um dann am 6. November 1866 das Füsilier-Bataillon im 5. Rheinischen Infanterie-Regiment Nr. 65 zu übernehmen. In dieser Stellung avancierte er am 22. März 1868 zum Oberstleutnant und war für die Dauer der Mobilmachung anlässlich des Krieges gegen Frankreich Regimentskommandeur. Er führte seinen Verband bei den Belagerungen von Metz, Thionville und Verdun sowie in den Schlachten bei Amiens, Hallue, Bapaume und Saint-Quentin.
Ausgezeichnet mit beiden Klassen des Eisernen Kreuzes wurde Dörnberg am 20. Juni 1871 zum Regimentskommandeur ernannt sowie am 18. August 1871 zum Oberst befördert. Unter Stellung à la suite seines Regiments erfolgte am 11. März 1876 die Ernennung zum Kommandeur der 32. Infanterie-Brigade und am 22. März 1876 die Beförderung zum Generalmajor. Für seine Leistungen in der Truppenführung erhielt er am 15. September 1877 den Roten Adlerorden II. Klasse mit Eichenlaub und Schwertern am Ringe. Unter Verleihung des Kronenordens II. Klasse mit Stern und Schwertern wurde Dörnberg am 11. Dezember 1879 aus gesundheitlichen Gründen auf eigenen Wunsch mit der gesetzlichen Pension zur Disposition gestellt.
Nach seiner Verabschiedung verlieh ihm Kaiser Wilhelm II. am 19. September 1891 noch den Charakter als Generalleutnant. Er war Rechtsritter des Johanniterordens.

### Familie
Dörnberg verheiratete sich am 7. Dezember 1865 in Friedland mit Emily Freiin von Dörnberg zu Herzberg (1840–1867). Nach ihrem frühen Tod ehelichte er Anna von Wedderkop (1838–1901) am 30. August 1877 in Oldenburg, eine Tochter von Theodor von Wedderkop. Aus dieser Ehe ging die Tochter Cordelia (* 1879) hervor, die 1903 in Weimar Friedrich von Bassewitz heiratete.